# Theodor Muther
Johann Georg Theodor Albert Anton Muther, född 15 augusti 1826 i Rottenbach, död 26 november 1878, var en tysk jurist.
Muther var professor vid Jena universitet. Han utgav åtskilliga arbeten, bland vilka kan nämnas Zur Lehre von der römischen Actio (1857; riktad mot Bernhard Windscheid), Aus dem Universitäts- und Gelehrtenleben im Zeitalter der Reformation (1866), Zur Geschichte des römisch-kanonischen Prozesses in Deutschland (1872) och Zur Geschichte der Rechtswissenschaft und der Universitäten in Deutschland (1876).